# Scopula subobliquata
Scopula subobliquata är en fjärilsart som beskrevs av Louis Beethoven Prout 1913. Scopula subobliquata ingår i släktet Scopula och familjen mätare. Inga underarter finns listade.